# Necati Öziri

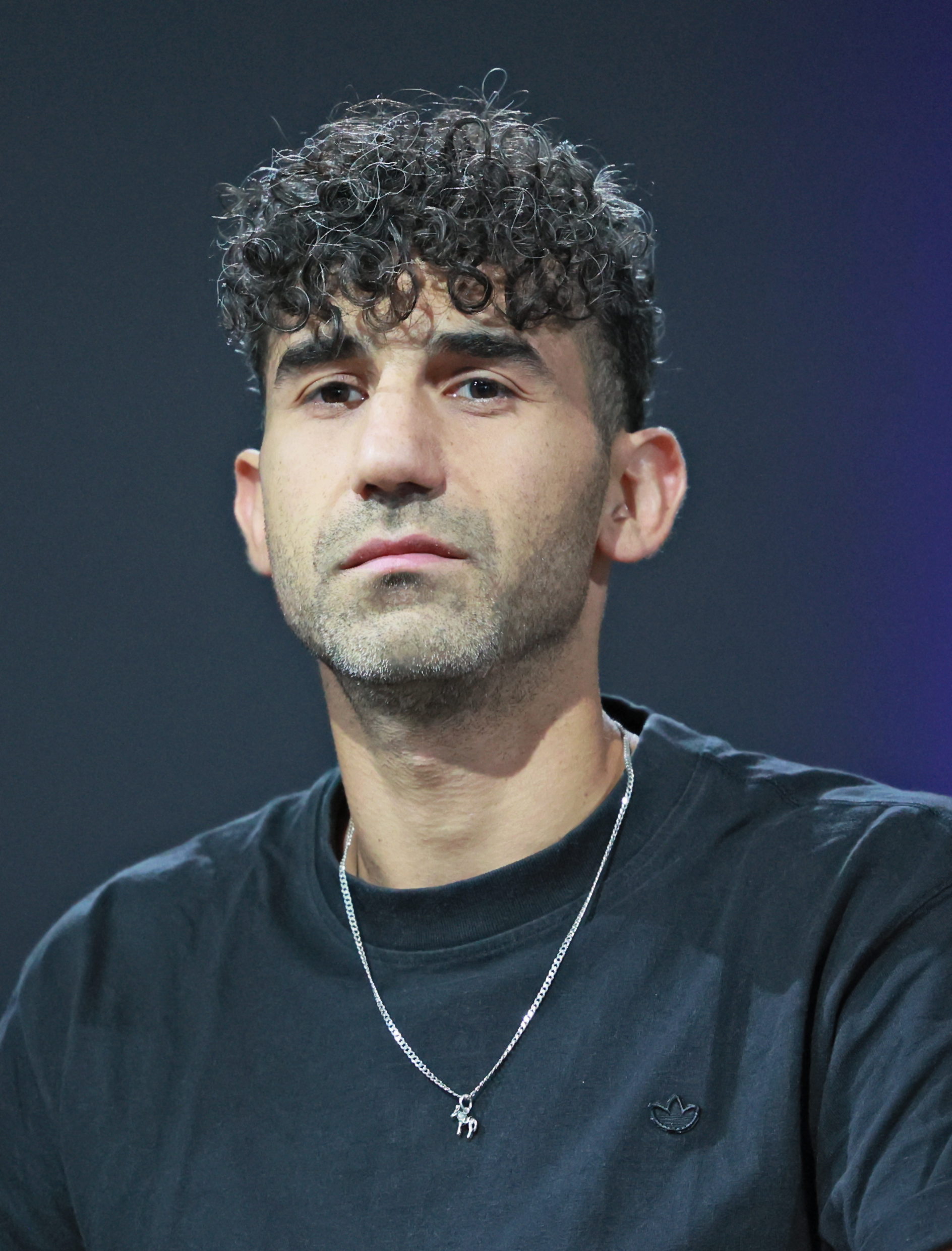
Necati Öziri auf der Frankfurter Buchmesse 2023

Necati Öziri (* 2. Dezember 1988 in Datteln, Nordrhein-Westfalen) ist ein deutscher Schriftsteller und Dramaturg. Er trat zunächst als Autor von Theatertexten hervor, die unter anderem am Berliner Maxim Gorki Theater und am Schauspielhaus Zürich aufgeführt wurden. Mit seinem Debütroman Vatermal stand er 2023 auf der Shortlist des Deutschen Buchpreises.

## Leben
Necati Öziri, Sohn türkischer Eltern, wuchs mit seiner alleinerziehenden Mutter im Ruhrgebiet auf. Nach dem Abitur studierte er als Stipendiat der Heinrich-Böll-Stiftung Germanistik, Neuere Deutsche Literatur und Philosophie in Bochum, Istanbul, Olsztyn und Berlin. Zeitweise unterrichtete er formale Logik an der Ruhr-Universität Bochum. In Berlin-Kreuzberg kam er 2010 mit Akteuren des Ballhauses Naunynstraße in Berührung, was sein Interesse für das Theater entfachte. Ihm gefiel, dass dort Charaktere auf der Bühne standen, die seine eigene Lebensrealität teilten. Er entschloss sich zu einer Dramaturgie-Ausbildung an der Akademie der Autodidakten, einer Berliner Talentschmiede für Migranten der zweiten Generation, und begann in Literaturzeitschriften zu veröffentlichen.
2013 erhielt Öziri das Angebot, als Dramaturgieassistent am Maxim-Gorki-Theater zu arbeiten, das sich von dieser Zeit an unter der Leitung von Shermin Langhoff und Jens Hillje mit transkulturellen Fragen auseinandersetzte. Von 2014 bis 2017 gehörte er der Dramaturgie des Gorki-Theaters an, zwei Jahre davon als Leiter der Experimentierbühne (Studio Я). Während dieser Zeit wurde am Ballhaus Naunynstraße sein erstes Stück, Vorhaut, uraufgeführt; weitere dramatische Arbeiten folgten in den nächsten Jahren. Von 2018 bis 2022 wirkte er als Dramaturg beim Theatertreffen der Berliner Festspiele und künstlerischer Leiter des Internationalen Forums. In der Spielzeit 2020/21 war er außerdem Hausautor am Nationaltheater Mannheim. Neben seiner Tätigkeit als Autor und Dramaturg formulierte Öziri in Vorträgen und Interviews seine Vorstellungen von einem zeitgenössischen politischen Theater. Im Oktober 2017 sagte er im Rahmen der 45. Römerberggespräche:

„Wenn Rassismus, Klassismus oder Sexismus Systeme sind, die einen Raum ordnen, dann müssen Theater, Opern und Kulturinstitutionen Räume werden, die anders geordnet sind. Es müssen kleine Fenster werden, durch die wir in eine mögliche Welt blicken, es müssen kleine Modellstädte der offenen Gesellschaft werden oder, wie Foucault es nennen würde, ‚Heterotopien‘, andersartige Orte. […] In den Zeiten der geistigen Brandstifter, die die Menschen spalten, ist politisches Theater eine Einladung, sich kennen zu lernen, die Grenzen des eigenen Körpers zu überwinden.“

2021 wurde Öziri von der Jurorin Insa Wilke zu den 45. Tagen der deutschsprachigen Literatur (Ingeborg-Bachmann-Preis) eingeladen, wo er seinen Prosatext Morgen wache ich auf und dann beginnt das Leben las. Er gewann dort den Kelag-Preis und den Publikumspreis.
Vor dem Hintergrund des 10. Jahrestages der Selbstenttarnung des NSU und im Rahmen des bundesweiten, dezentralen Theaterprojekts „Kein Schlussstrich!“ kuratierte Öziri im Oktober 2021 gemeinsam mit der Regisseurin Antje Schupp die zweitägige Veranstaltungsreihe „Deutschkunde 2021“ in Jena.
Im Wintersemester 2024/25 übernimmt Necati Öziri die gemeinsame Poetikdozentur der Hochschule RheinMain und des Kulturamts der Landeshauptstadt Wiesbaden.

## Werk
Mit dem Drama Vorhaut griffen Necati Öziri und seine Co-Autoren Tunçay Kulaoğlu und Miraz Bezar in die Debatte um die männliche Beschneidung aus religiösen und kulturellen Gründen ein. Das Stück, das „ohne Rücksicht auf Befindlichkeiten oder Schamgrenzen die Vorhaut-Frage aufrollt“, bedient sich satirischer und grotesker Mittel.
Öziris erste eigenständige Arbeit Get Deutsch or Die Tryin’ entstand in einer von Maxi Obexer und Sasha Marianna Salzmann geleiteten Schreibwerkstatt und hatte im Mai 2017 auf der Hauptbühne des Maxim-Gorki-Theaters Premiere. Das Stück enthält wie bei einem Musikalbum eine A- und eine B-Seite. Im ersten Teil zeichnet es, getrieben von einem Hip-Hop-Rhythmus, ein Generationenporträt von zugehörigkeitslosen Jugendlichen mit Migrationsgeschichte, während sich im zweiten Teil einer der Protagonisten, der junge Türke Arda (in Berlin gespielt von Dimitrij Schaad), in deutlich langsamerem Tempo direkt an den abwesenden Vater wendet und die Geschichte seiner Eltern erzählt. Die von Sebastian Nübling geleitete Inszenierung erhielt durchweg sehr gute Kritiken. Sie wurde zum Heidelberger Stückemarkt 2018 eingeladen.
2019 wurde Öziris Arbeit Die Verlobung in St. Domingo – Ein Widerspruch, nach der gleichnamigen Novelle von Heinrich von Kleist, am Schauspielhaus Zürich uraufgeführt. Öziri erklärte, „deutsche, männliche Klassiker“ korrigieren zu wollen:

„Ich versuche die gleiche Geschichte zu erzählen, d.h. mit denselben Figuren, in derselben historischen Konstellation und dann schaue ich, welche ‚Operationen‘ muss ich vornehmen, damit ich diese Narration antirassistisch und antisexistisch erzählen kann? Das interessante an diesem Prozess ist für mich, dass ich durch diese Methode die unterdrückenden Tools genau lokalisieren und bearbeiten muss.“

„Als Zuschauerin“ bleibe man auch dran, urteilte Alexandra Kedves für den Tages-Anzeiger, wenn es „arg kompliziert“ würde und „arg viel versucht“ werde. Die Neue Zürcher Zeitung hingegen bezeichnete die Inszenierung, für die wiederum Sebastian Nübling verantwortlich zeichnete, als „Wunder der Leichtigkeit“, als „elegant und undogmatisch“.
Eine Fortsetzung der kritischen Auseinandersetzung mit dem Werk Kleists, insbesondere mit den Konstruktionen von Männlichkeit, sollte mit Öziris Stück Gott Vater Einzeltäter bereits im Januar 2021 am Nationaltheater Mannheim stattfinden, doch wurde die Uraufführung coronabedingt auf Juni 2022 verschoben.
2022 inszenierte Christopher Rüping am Schauspielhaus Zürich Öziris Theaterstück "Der Ring des Nibelungen", bei dem er selbst mitspielte. Der Text sei "oft sehr lustig, sehr genau beobachtet, mit einem satirischen Witz ganz aus dem Alltag gegriffen, und das bitterböse zurechtgerückt."
Im Herbst 2023 veröffentlichte Öziri den Roman Vatermal, der den Stoff des Theaterstücks Get Deutsch or Die Tryin’ aufgreift. Im Zentrum steht die Auseinandersetzung eines Sohnes mit dem abwesenden Vater, der seine Familie in Deutschland verlassen hat und in der Türkei eine neue Familie gründet. Der Roman wurde auf die Shortlist des Deutschen Buchpreises 2023 gewählt.

## Veröffentlichungen (Auswahl)

### Theaterstücke
- Vorhaut, 2014, Regie: Miraz Bezar, Ballhaus Naunynstraße, Berlin
- Get Deutsch or Die Tryin’, 2017, Regie: Sebastian Nübling, Maxim-Gorki-Theater, Berlin
- Die Verlobung in St. Domingo – Ein Widerspruch, 2019, Regie: Sebastian Nübling, Schauspielhaus Zürich
- Gott Vater Einzeltäter, Uraufführung 2022, Regie: Sapir Heller, Nationaltheater Mannheim
- Der Ring des Nibelungen, Uraufführung 2022, Regie: Christopher Rüping, Schauspielhaus Zürich

### Prosa / Essayistik
- Da kommt er. In: entwürfe. Zeitschrift für Literatur, Nr. 71, Zürich 2012.
- Zu zweit. In: Lichtungen. Zeitschrift für Literatur, Kunst und Zeitkritik, Nr. 142, Graz 2015.
- Die Laus in Schillers Locken. In: Christian Holtzhauser und Juliane Hendes (Hrsg.): Immer noch Barbaren? Neue Briefe „Über die ästhetische Erziehung des Menschen“, inspiriert von Schiller, Heidelberg 2019, S. 139–143.
- Vatermal. Roman, Claassen, Berlin 2023, ISBN 978-3-546-10061-8.

### Hörspiel
- Get deutsch or die tryin’ – vom Aufwachsen ohne Zugehörigkeit (Funkbearbeitung seines Theaterstücks). Technische Realisierung und Regie: Volkan T error. WDR 2018.

## Auszeichnungen
- 2018: Einladung zum Heidelberger Stückemarkt mit Get Deutsch Or Die Tryin’
- 2018: Nominierung von Get deutsch or die tryin’ (Funkbearbeitung) für den Deutschen Hörspielpreis der ARD
- 2020/2021: Stipendium und Hausautorenschaft am Nationaltheater Mannheim
- 2021/2021: Aufenthaltsstipendium der Akademie Schloss Solitude
- 2021: Kelag-Preis und BKS-Bank-Publikumspreis beim Ingeborg-Bachmann-Preis[6]
- 2021: Aufenthaltsstipendium der Kulturakademie Tarabya[19]
- 2023: Shortlist des Deutschen Buchpreises mit Vatermal
- 2024: Hauptpreis Literaturpreis Ruhr für Vatermal
- 2025: Förderpreis zum Friedrich-Hölderlin-Preis (Bad Homburg) für Vatermal